# Struth
|  | Per a altres significats, vegeu «Thomas Struth». |

Struth (en alsacià Struth) és un municipi francès, situat a la regió del Gran Est, al departament del Baix Rin. L'any 1999 tenia 221 habitants. Limita al nord amb Tieffenbach, al nord-est amb Frohmuhl i Hinsbourg, al sud-est amb la Petite-Pierre, al sud amb Petersbach i al sud-oest amb Asswiller.
Forma part del cantó d'Ingwiller, del districte de Saverne i de la Comunitat de comunes de Hanau-La Petite Pierre.

## Demografia
| 1962 | 1968 | 1975 | 1982 | 1990 | 1999 |
| ---- | ---- | ---- | ---- | ---- | ---- |
| 205  | 233  | 213  | 192  | 204  | 221  |

## Administració
| Període | Identitat          | Partit |
| ------- | ------------------ | ------ |
| 2001-   | Jean-Claude Berron |        |